# نائومون شیمیزو
نائومون شیمیزو (به انگلیسی: Naoemon Shimizu) بازیکن فوتبال اهل ژاپن و عضو تیم ملی فوتبال ژاپن است که در تاریخ ۲۳ مه ۱۹۲۳ میلادی اولین بازی ملی‌اش را انجام داد. او در ۲ بازی ملی حضور داشت و آخرین بازی ملی خود را در تاریخ ۲۴ مه ۱۹۲۳ میلادی انجام داد. نائومون شیمیزو در بازی‌های ملی‌اش
۱ گل به ثمر رساند.